# Winschoter Industrie Maatschappij

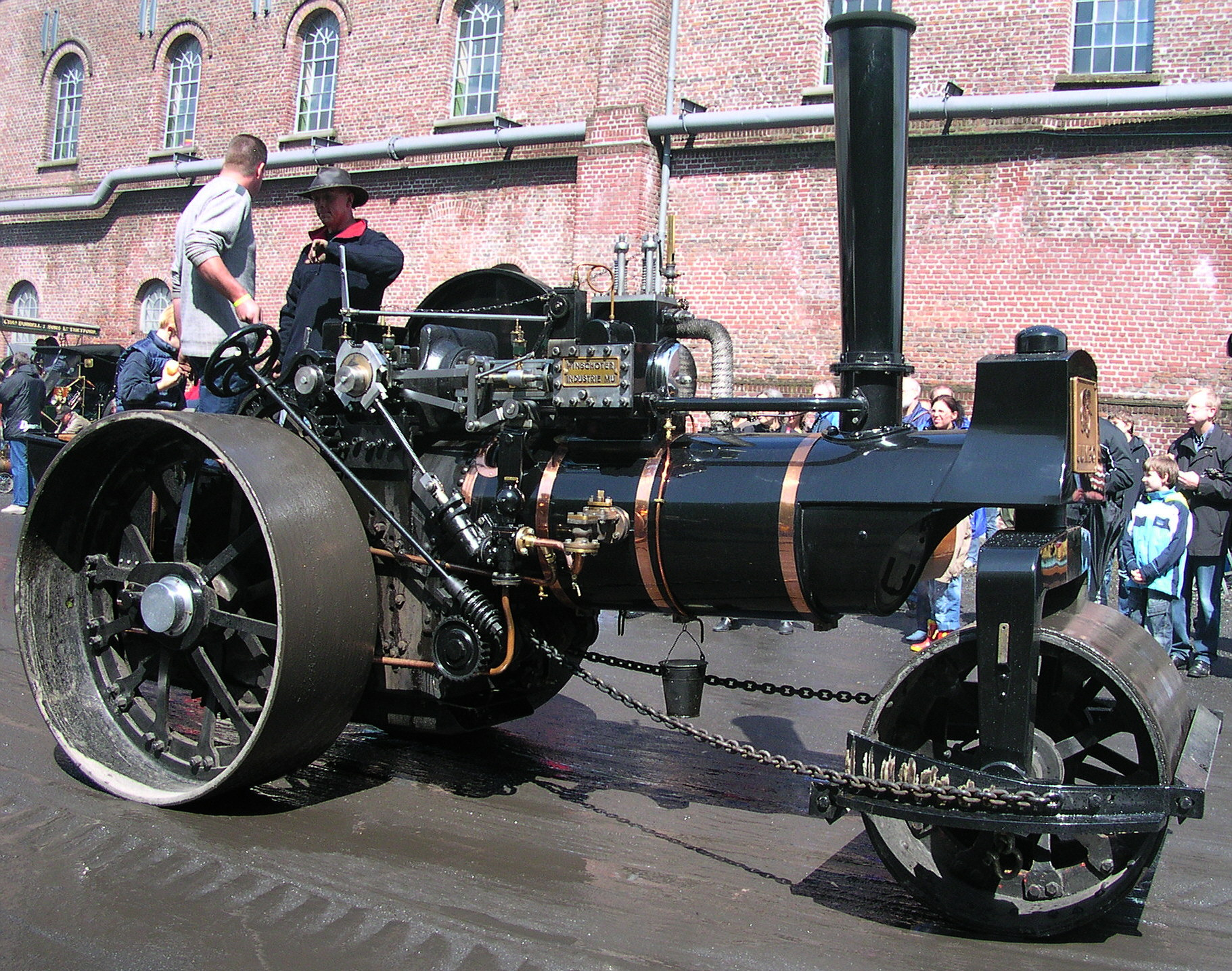
Winschoter Industrie Mij. "Jumbo"

De Winschoter Industrie Maatschappij was een fabrikant van stoommachines uit Winschoten (Nederland).
In 1925 bouwde deze firma Nederlands enige ter lande gebouwde stoomwals, die de naam Jumbo kreeg. Deze wals bestaat nog altijd.
De wals is jaarlijks te zien op verschillende stoom evenementen, waaronder:
- Oldtimerdagen Tilligte.
- Dordt in Stoom.